# Heliópolis
Heliópolis is een gemeente in de Braziliaanse deelstaat Bahia. De gemeente telt 14.713 inwoners (schatting 2009).

## Aangrenzende gemeenten
De gemeente grenst aan Cícero Dantas, Fátima, Ribeira do Amparo, Ribeira do Pombal en Poço Verde (SE).